# Kyoto Katsuki
Kyoto Katsuki –en japonés, 香月 清人, Katsuki Kyoto– (25 de septiembre de 1954) es un deportista japonés que compitió en judo. Ganó una medalla de oro en el Campeonato Mundial de Judo de 1979 en la categoría de –71 kg.

## Palmarés internacional
| Campeonato Mundial | Campeonato Mundial | Campeonato Mundial | Campeonato Mundial |
| Año                | Lugar              | Medalla            | Categoría          |
| ------------------ | ------------------ | ------------------ | ------------------ |
| 1979               | París (Francia)    | Medalla de oro     | –71 kg             |